# 富士見台駅

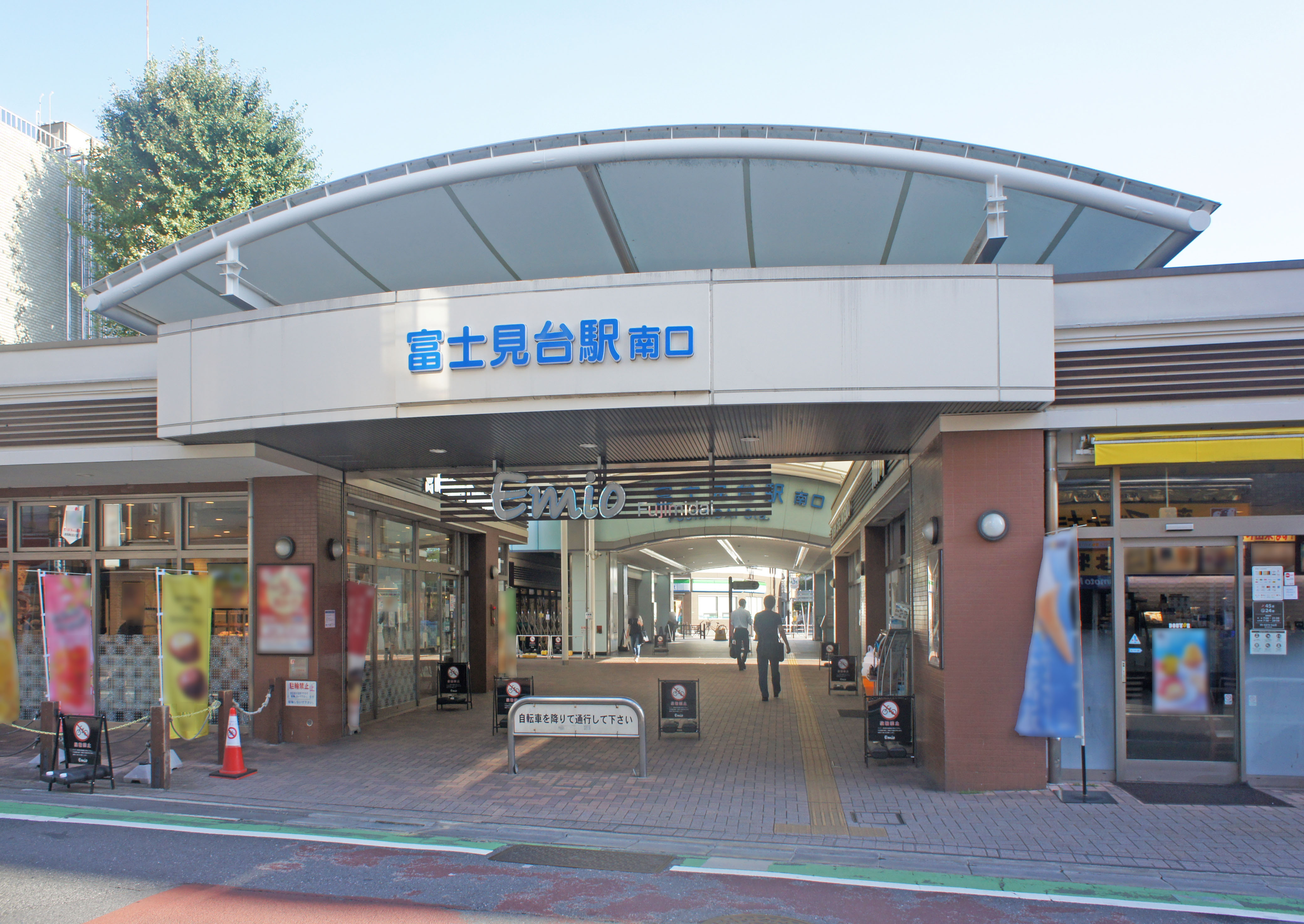
南口（2022年7月）

富士見台駅（ふじみだいえき）は、東京都練馬区貫井三丁目にある、西武鉄道池袋線の駅である。駅番号はSI08。

## 歴史
- 1925年（大正14年）3月15日：貫井駅（ぬくいえき）として開業。
- 1933年（昭和8年）3月1日：富士見台駅に改称。
- 1960年代前期：駅構造を島式ホーム1面2線から相対式ホーム2面2線に変更[2]。
- 1997年（平成9年）
  - 9月13日：当駅 - 中村橋間の上り線を高架化[3]。
  - 12月13日：当駅 - 中村橋間の下り線を高架化[4][1]。
- 2001年（平成13年）3月4日：中村橋 - 練馬高野台間高架複々線化と同時に駅構造を島式ホーム1面2線に変更。
- 2006年（平成18年）11月：南口の一部が改装される。
- 2015年（平成27年）12月1日：商業施設「Emio富士見台」がオープン[5]。

## 駅構造
複々線の緩行線部分に島式ホーム1面2線を有する高架駅。外側に2線の通過線（急行線）がある。高架・複々線化前は相対式ホーム2面2線の形態であった。当時の駅員は2人。
ホームと改札との間を連絡するエレベーター・エスカレーターが設けられている。
トイレは1階改札口内にあり、多機能トイレを併設する。
2007年8月、ホームに空調設備付きの待合室が設けられた。

### のりば
| ホーム | 路線   | 方向 | 行先                               |
| ------ | ------ | ---- | ---------------------------------- |
| 1      | 池袋線 | 下り | 所沢・飯能方面                     |
| 2      | 池袋線 | 上り | 練馬・池袋・新木場・渋谷・横浜方面 |

（出典：西武鉄道:駅構内図）

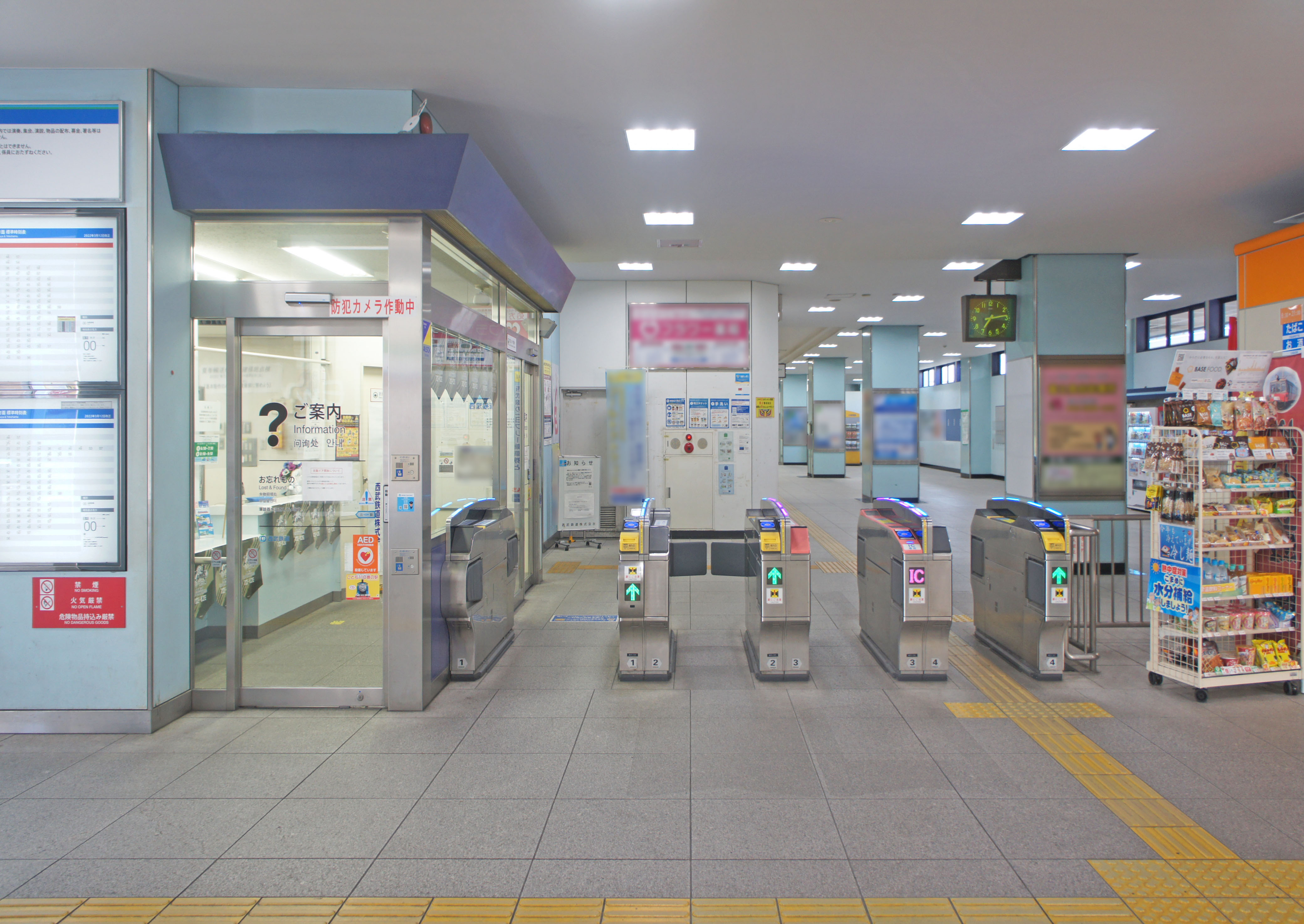
改札口（2022年7月）
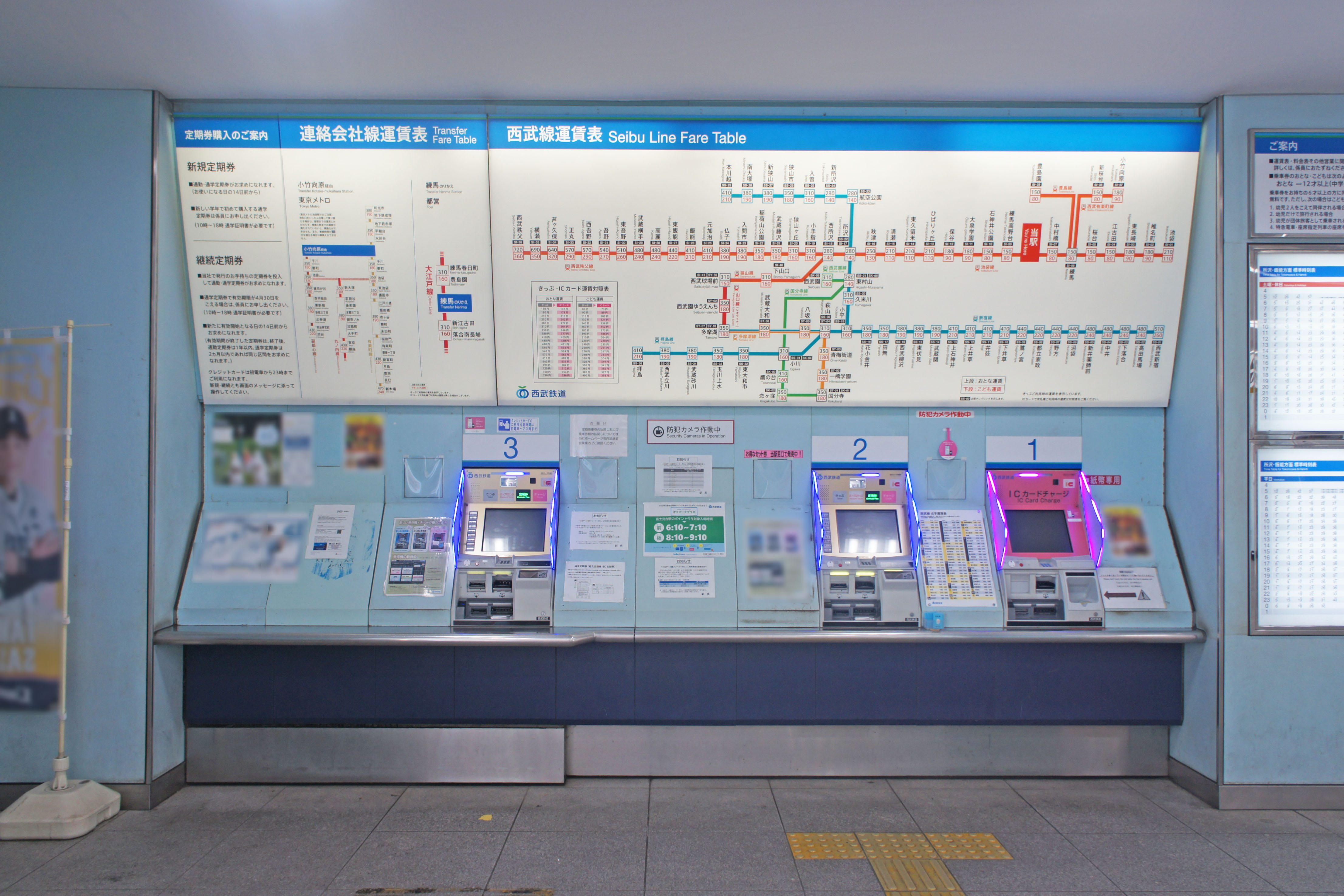
自動券売機（2022年7月）
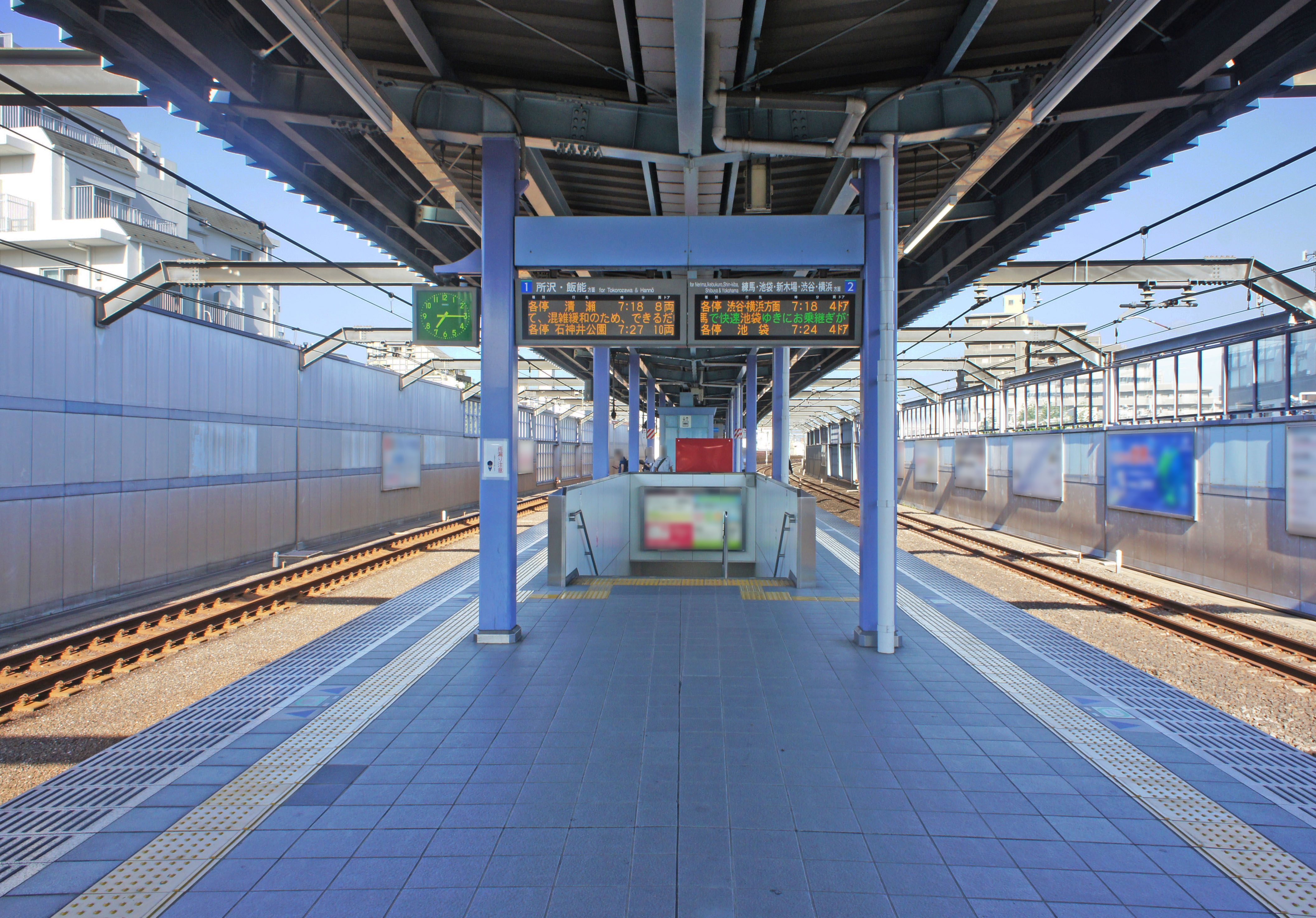
ホーム（2022年7月）

### Emio富士見台
駅ナカ商業施設として「Emio富士見台」がある。駅ナカ店舗は従来から存在していたが、2015年（平成27年）12月1日にEmioとして改装オープンした。
- キッチンコート（京王ストア）
- リブロ
- ドトールコーヒーショップ
- ミスタードーナツ

ほか全9店舗。

## 利用状況
2024年（令和6年）度の1日平均乗降人員は27,732人であり、西武鉄道全92駅中34位。
近年の1日平均乗降・乗車人員の推移は下記の通り。
| 年度               | 1日平均 乗降人員 | 1日平均 乗車人員 | 出典     |
| ------------------ | ---------------- | ---------------- | -------- |
| 1990年（平成02年） |                  | 14,682           | [ * 1 ]  |
| 1991年（平成03年） |                  | 14,861           | [ * 2 ]  |
| 1992年（平成04年） |                  | 14,584           | [ * 3 ]  |
| 1993年（平成05年） |                  | 14,047           | [ * 4 ]  |
| 1994年（平成06年） |                  | 13,148           | [ * 5 ]  |
| 1995年（平成07年） |                  | 11,598           | [ * 6 ]  |
| 1996年（平成08年） |                  | 11,296           | [ * 7 ]  |
| 1997年（平成09年） |                  | 10,967           | [ * 8 ]  |
| 1998年（平成10年） |                  | 10,764           | [ * 9 ]  |
| 1999年（平成11年） |                  | 10,601           | [ * 10 ] |
| 2000年（平成12年） |                  | 10,619           | [ * 11 ] |
| 2001年（平成13年） |                  | 10,751           | [ * 12 ] |
| 2002年（平成14年） | 21,369           | 10,626           | [ * 13 ] |
| 2003年（平成15年） | 21,497           | 10,691           | [ * 14 ] |
| 2004年（平成16年） | 21,402           | 10,660           | [ * 15 ] |
| 2005年（平成17年） | 21,624           | 10,779           | [ * 16 ] |
| 2006年（平成18年） | 21,974           | 10,962           | [ * 17 ] |
| 2007年（平成19年） | 22,617           | 11,346           | [ * 18 ] |
| 2008年（平成20年） | 23,453           | 11,767           | [ * 19 ] |
| 2009年（平成21年） | 24,024           | 12,059           | [ * 20 ] |
| 2010年（平成22年） | 23,784           | 12,059           | [ * 21 ] |
| 2011年（平成23年） | 23,588           | 11,914           | [ * 22 ] |
| 2012年（平成24年） | 24,176           | 12,225           | [ * 23 ] |
| 2013年（平成25年） | 24,967           | 12,626           | [ * 24 ] |
| 2014年（平成26年） | 25,375           | 12,802           | [ * 25 ] |
| 2015年（平成27年） | 26,470           | 13,355           | [ * 26 ] |
| 2016年（平成28年） | 27,024           | 13,619           | [ * 27 ] |
| 2017年（平成29年） | 27,386           | 13,792           | [ * 28 ] |
| 2018年（平成30年） | 27,884           | 14,036           | [ * 29 ] |
| 2019年（令和元年） | 27,936           | 14,057           | [ * 30 ] |
| 2020年（令和02年） | 21,197           |                  |          |
| 2021年（令和03年） | 22,957           |                  |          |
| 2022年（令和04年） | 25,153           |                  |          |
| 2023年（令和05年） | 26,662           |                  |          |
| 2024年（令和06年） | 27,732           |                  |          |

## 駅周辺

### 主な施設
周辺は住宅地および商店街である。駅のすぐ南側に中野区との区界がある。
- 千川通り - 東京都道439号椎名町上石神井線
- 練馬区貫井活動交流室
- 練馬区貫井子ども家庭支援センター
- 練馬区富士見台地区区民館
- 中野区上鷺宮地域包括支援センター
- 中野区上鷺宮区民活動センター
- 富士見台駅前郵便局 - 上鷺宮
- みずほ銀行 練馬富士見台支店
- 西武バス練馬営業所 - 南田中車庫
- マツモトキヨシ
- 東京都立第四商業高等学校 - 駅北口より徒歩7分
- 東京都立武蔵丘高等学校 - 駅南口より徒歩10分

### バス路線
当駅には駅前バスロータリーはない。駅南口から徒歩1 - 2分の千川通り上にある富士見台駅が最寄り停留所となる。以下の路線が乗り入れ、関東バス、西武バスにより運行されている。
- 阿03：阿佐ケ谷駅行（関東）
- 荻07-1：練馬駅行（関東）
- 練43：南田中車庫行／練馬駅行（西武）

## 隣の駅
西武鉄道
 池袋線
■快速急行・■急行・■通勤急行・■快速・■通勤準急・■準急
通過
■各駅停車
中村橋駅 (SI07) - 富士見台駅 (SI08) - 練馬高野台駅 (SI09)
当駅から練馬高野台駅の間では冬の晴れた日にその名の通り車窓から富士山を望むことができる。この区間では優等列車が各駅停車を追い抜く光景もよく見られる。中村橋駅との駅間距離は800mしか離れておらず、両駅間の線路がほぼ直線ということもあり互いを視認できる。

#### 利用状況に関する出典
東京都統計年鑑
1. ↑  東京都統計年鑑（平成2年）
2. ↑  東京都統計年鑑（平成3年）
3. ↑  東京都統計年鑑（平成4年）
4. ↑  東京都統計年鑑（平成5年）
5. ↑  東京都統計年鑑（平成6年）
6. ↑  東京都統計年鑑（平成7年）
7. ↑  東京都統計年鑑（平成8年）
8. ↑  東京都統計年鑑（平成9年）
9. ↑  東京都統計年鑑（平成10年） (PDF)
10. ↑  東京都統計年鑑（平成11年） (PDF)
11. ↑  東京都統計年鑑（平成12年）
12. ↑  東京都統計年鑑（平成13年）
13. ↑  東京都統計年鑑（平成14年）
14. ↑  東京都統計年鑑（平成15年）
15. ↑  東京都統計年鑑（平成16年）
16. ↑  東京都統計年鑑（平成17年）
17. ↑  東京都統計年鑑（平成18年）
18. ↑  東京都統計年鑑（平成19年）
19. ↑  東京都統計年鑑（平成20年）
20. ↑  東京都統計年鑑（平成21年）
21. ↑  東京都統計年鑑（平成22年）
22. ↑  東京都統計年鑑（平成23年）
23. ↑  東京都統計年鑑（平成24年）
24. ↑  東京都統計年鑑（平成25年）
25. ↑  東京都統計年鑑（平成26年）
26. ↑  東京都統計年鑑（平成27年）
27. ↑  東京都統計年鑑（平成28年）
28. ↑  東京都統計年鑑（平成29年）
29. ↑  東京都統計年鑑（平成30年）
30. ↑  東京都統計年鑑（平成31年・令和元年）

西武鉄道の1日平均利用客数
1. 1 2 3  “駅別乗降人員（2024年度１日平均）” (pdf).   西武鉄道. 2025年6月7日閲覧。
2. ↑  駅別乗降人員（2020年度1日平均） - ウェイバックマシン（2021年9月23日アーカイブ分）、2022年8月18日閲覧
3. ↑  駅別乗降人員（2021年度1日平均） - ウェイバックマシン（2022年7月8日アーカイブ分）、2022年8月18日閲覧
4. ↑  “駅別乗降人員（2022年度１日平均）” (pdf).   西武鉄道. 2023年7月15日閲覧。
5. ↑  “駅別乗降人員（2023年度１日平均）” (pdf).   西武鉄道. 2024年6月21日閲覧。